# Dominik Duka

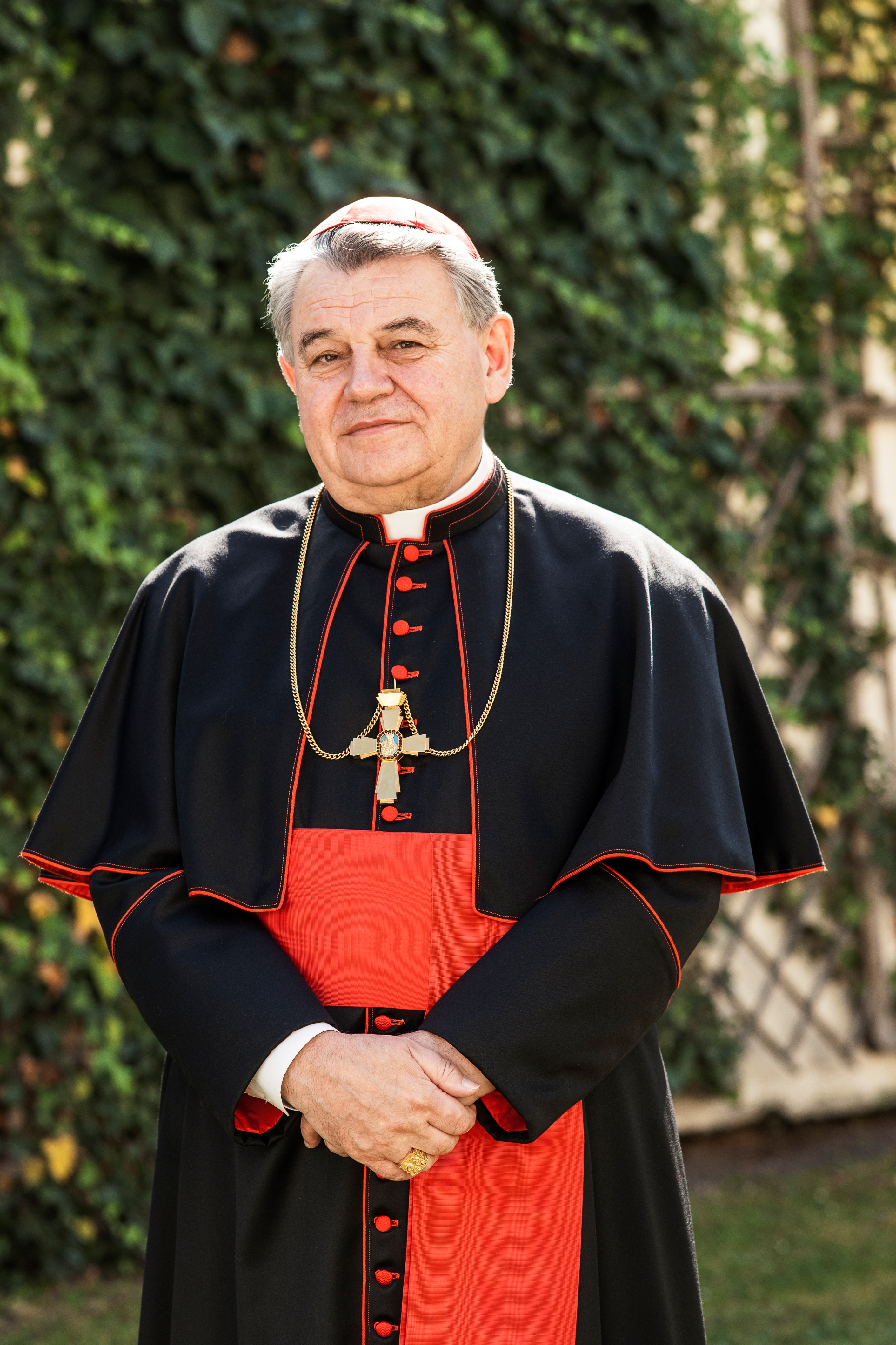
Dominik Kardinal Duka (2014)

Kardinalswappen (Emeritierung)

Kardinalswappen

Dominik Jaroslav Kardinal Duka OP (* 26. April 1943 in Königgrätz, Protektorat Böhmen und Mähren) ist römisch-katholischer Ordensgeistlicher, emeritierter Erzbischof von Prag und Primas von Tschechien.

## Leben
Jaroslav Duka besuchte das Gymnasium seiner Heimatstadt. Da er nach der Matura nicht studieren durfte, arbeitete er als Fabrikarbeiter und erlernte das Schlosserhandwerk. Nach Ableistung des Militärdienstes erlaubten ihm die staatlichen Behörden ab 1965 ein Theologiestudium an der Theologischen Hochschule in Leitmeritz. Im Januar 1968 wurde er geheim als Novize in den Dominikanerorden aufgenommen, nahm den Ordensnamen Dominik an und empfing am 22. Juni 1970 durch den Leitmeritzer Bischof Štěpán Trochta die Priesterweihe für seinen Orden. Anschließend war er als Seelsorger im nördlichen Grenzgebiet des Erzbistums Prag tätig. Diese Tätigkeit wurde ihm 1975 durch die tschechoslowakischen Behörden verboten. Nachdem er in den nächsten Jahren weiterhin für den Dominikanerorden tätig gewesen war, wurde er 1981 zu einer Gefängnisstrafe verurteilt. Nach der Freilassung arbeitete er bis 1989 als Zeichner in Pilsen. Ab 1986 war er Provinzial der böhmisch-mährischen Provinz der Dominikaner. Nach der politischen Wende wurde er 1990 zudem Dozent an der Theologischen Fakultät der Palacký-Universität Olmütz und Vorsitzender der Konferenz der höheren Ordensgeistlichen.
Nachdem der Königgrätzer Bischof Karel Otčenášek aus Altersgründen vom Amt des Bischofs zurückgetreten war, ernannte Papst Johannes Paul II. am 6. Juni 1998 Dominik Duka zu dessen Nachfolger. Die Bischofsweihe spendete ihm Bischof Otčenášek am 26. September desselben Jahres; Mitkonsekratoren waren der Prager Erzbischof Miloslav Vlk und der Apostolische Nuntius in Tschechien, Erzbischof Giovanni Coppa. Von November 2004 bis Januar 2008 sowie während der folgenden Zeit der Sedisvakanz war Duka zusätzlich Apostolischer Administrator im Bistum Leitmeritz.

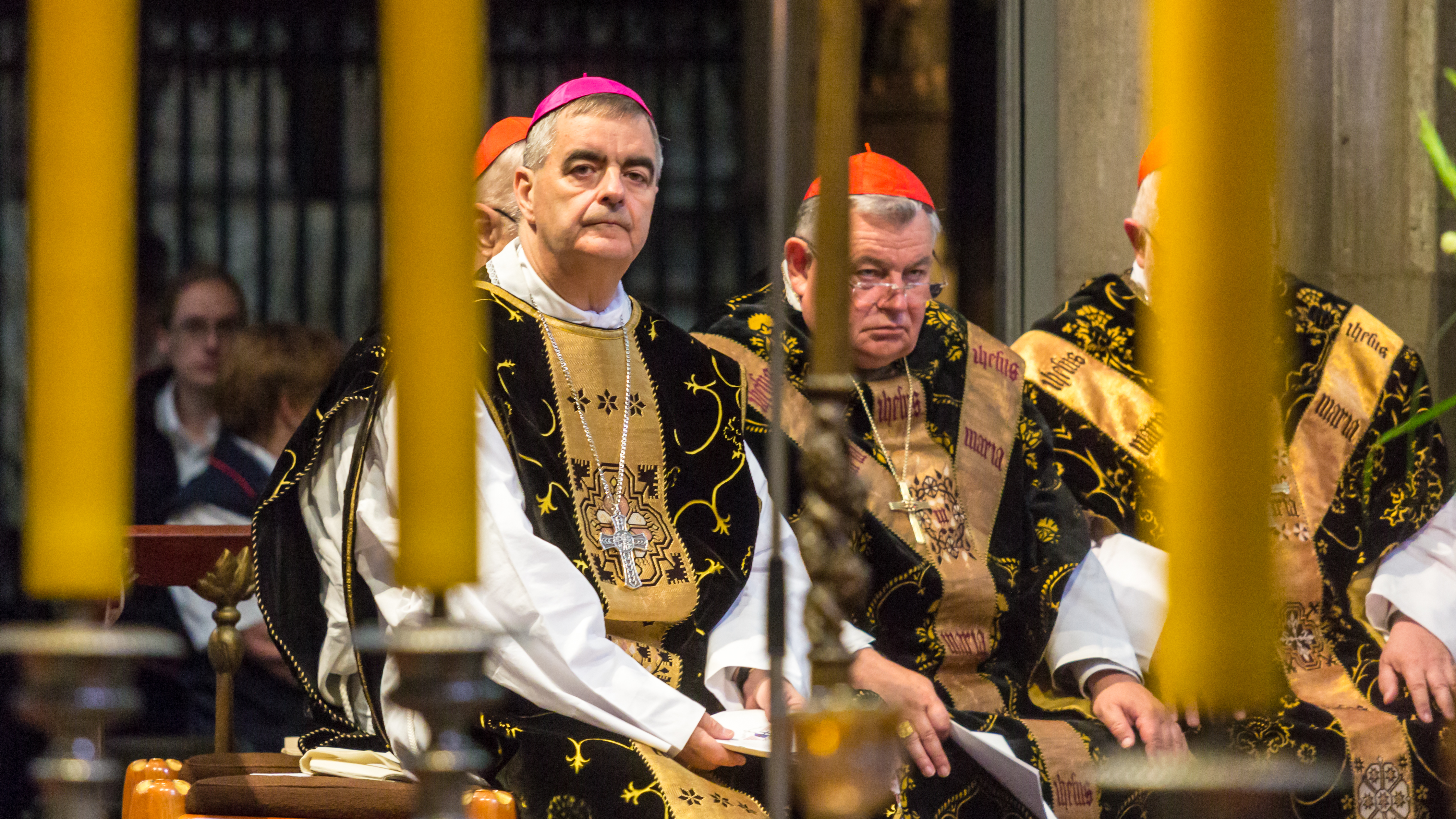
Kardinal Duka (zweiter von links) bei den Exequien für den Kölner Erzbischof Joachim Kardinal Meisner (2017)

Papst Benedikt XVI. ernannte ihn am 13. Februar 2010 zum Erzbischof von Prag. Die feierliche Inthronisation erfolgte am 10. April 2010. Im selben Jahr wurde Duka Vorsitzender der Tschechischen Bischofskonferenz. Dieses Amt übte er bis zum April 2020 für zwei Amtszeiten aus.
Im Konsistorium vom 18. Februar 2012 nahm ihn Benedikt XVI. als Kardinalpriester mit der Titelkirche Santi Marcellino e Pietro in das Kardinalskollegium auf. Seit 2012 ist Kardinal Duka Mitglied der Ehrenlegion.
Im August 2016 warnte Kardinal Duka vor einer „unvernünftigen“ Aufnahme von Flüchtlingen und der Verharmlosung islamistischer Terroranschläge. Seine Haltung wird allerdings nicht von allen tschechischen Katholiken geteilt. Die Wochenzeitung der tschechischen Bischofskonferenz lehnte es ab, Dukas Erklärung abzudrucken.
Papst Franziskus ernannte ihn am 21. April 2018 zu seinem Gesandten bei den Feierlichkeiten zum 1050. Jahrestag der Errichtung des Erzbistums Posen, der ersten polnischen Diözese, welche vom 22. bis 24. Juni 2018 stattfanden.
Am 13. Mai 2022 nahm der Papst sein altersbedingtes Rücktrittsgesuch an und ernannte Jan Graubner zu seinem Nachfolger als Erzbischof von Prag.

## Mitgliedschaften

### Römische Kurie
Kardinal Duka war Mitglied folgender Dikasterien der Römischen Kurie:
- Kongregation für die Institute geweihten Lebens und für die Gesellschaften apostolischen Lebens (seit 2012,[7] bestätigt 2014[8])

### Malteserorden
Dominik Duka engagiert sich für den Malteserorden und wurde am 27. Juni 2011 mit dem Titel eines Ehren- und Konventualkaplans des Ordens geehrt. Zudem wurde er mit dem Großkreuz des Verdienstordens Pro piis meritis ausgezeichnet.

### Lazarus-Orden
Duka war Mitglied des Lazarus-Ordens der „Obödienz von Orléans“ und dessen Generalkaplan. Am 14. September 2012 wurde er als Nachfolger von László Paskai OFM zum geistlichen Protektor des Ordens berufen. Am 1. Januar 2021 wurde Duka aufgrund interner Streitigkeiten durch eine Entscheidung des Großmeisters aus dem Orden ausgeschlossen und aus der Position des Generalkaplans entfernt.

### Adalbert-Stiftung
Er ist Mitglied im internationalen Preiskomitee der Adalbert-Stiftung.

## Positionen
2018 hatten mehrere Katholiken „den Papst in einem Brief aufgefordert, den Erzbischof nicht länger im Amt zu belassen. Sie beklagten eine Neigung‚ zu Nationalismus und zu Rechtsextremen, eine ‚unkritische Unterstützung des islamophoben Präsidenten Miloš Zeman sowie eine zu große Nähe von Kirche und Staat.“
Im Februar 2021 bezeichnete er in einer Predigt das Coronavirus SARS-CoV-2 als Biowaffe, die aus einem chinesischen Labor entwichen sei.